# Henschel Hs 117

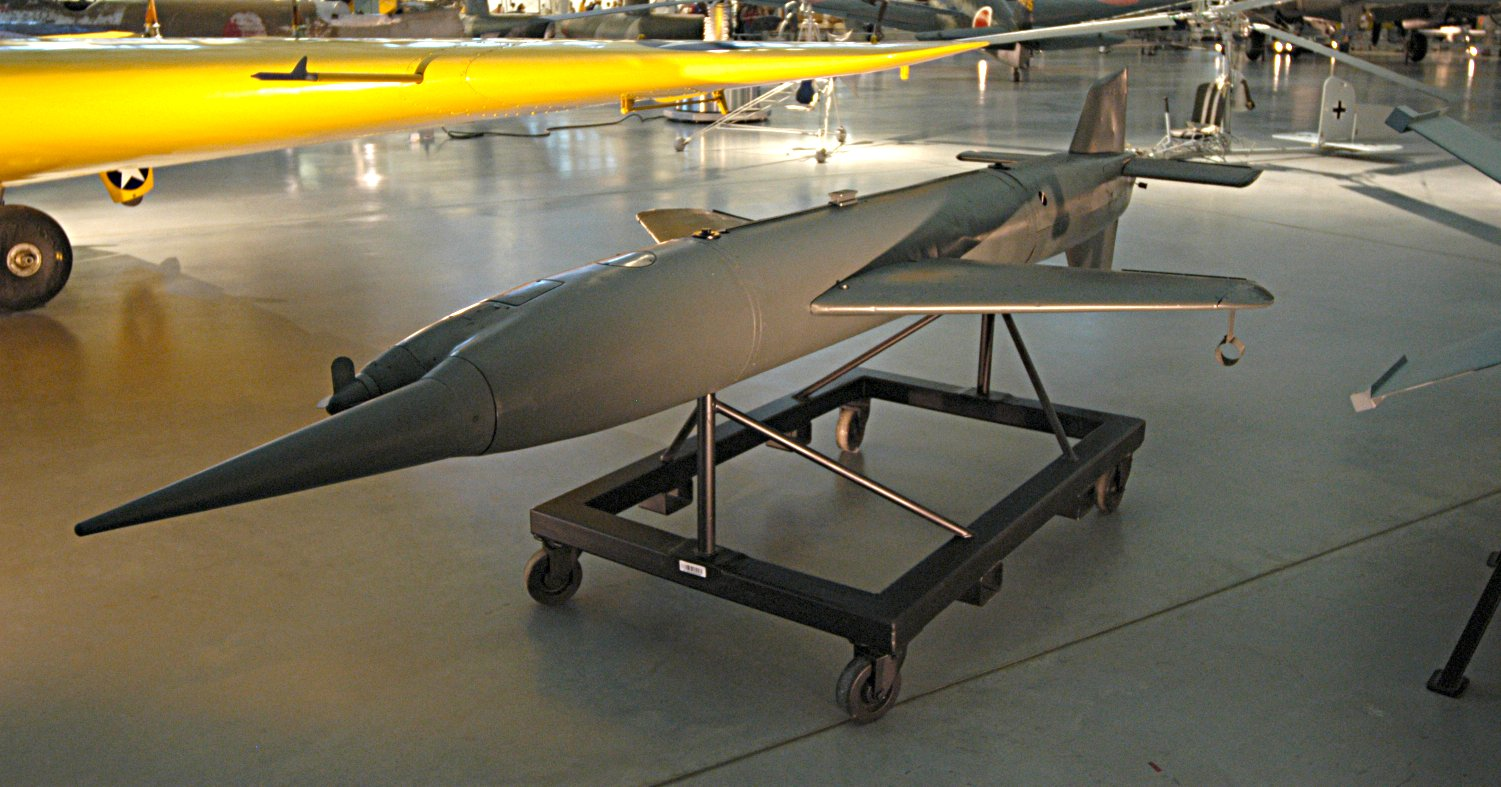
Hs 117 Schmetterling

Henschel Hs 117 Schmetterling (motýl) byla německá protiletadlová střela země-vzduch z období druhé světové války. Existovala také verze vzduch-vzduch. Střela byla řízena rádiem a operátor používal dalekohled.

## Historie
V roce 1941 profesor Herbert Wagner (který vytvořil i protilodní střelu Henschel Hs 293) navrhl střelu Schmetterling a předložil tento návrh říšskému ministerstvu letectví, které však vývoj neschválilo, protože v té době prý ještě nebyla potřeba vytvářet nové protivzdušné zbraně.
Nicméně v roce 1943 začala proti Německu masivní vzdušná ofenziva spojenců a to donutilo říšské ministerstvo změnit názor. Projekt byl prodán firmě Henschel. Uskutečnilo se 59 zkušebních odpálení, z nichž až 34 selhalo. V květnu 1944 bylo úspěšně testováno 23 střel a v prosinci stejného roku měla začít sériová výroba a v březnu roku 1945 se měly střely zavést do výzbroje.
Sériový prototyp byl ale hotov až v lednu roku 1945 a 6. února byl projekt zastaven obergruppenführerem SS Hansem Kammlerem. Po válce bylo několik raket převezeno do SSSR, kde byl podle nich vyroben protiletadlový obranný systém R-105.
Existovala také verze střely vzduch-vzduch, která měla být odpalována z letadel Dornier Do 217, Junkers Ju 188 nebo Ju 388. Střela měla dolet 5 km.

## Konstrukce
Trup se skládal ze tří částí. V první bylo místo pro bojovou hlavici, vrtulkou hnaný generátor k napájení palubních přístrojů a povelový přijímač. Ve střední části byl zásobník stlačeného vzduchu, nádrž okysličovadla, nádrž paliva a ovládací systém přípustě paliva k udržování konstantní rychlosti. V zadní části byla umístěna regenerativně chlazená spalovací komora s tryskou.
Vzhledem k hmotnost střely, která se pohybovala okolo 450 kg, bylo nutné používat pomocné startovací motory. V době odhození pomocných motorů měla raketa rychlost 304,5 m/s. Navádění bylo zpočátku plánováno jako samonaváděcí infračerveným zářením, ale nakonec se kvůli nedokončenému vývoji potřebných zařízení muselo přistoupit k optickému navádění operátory.
Do konce roku 1945 mělo být vytvořeno 70 baterií Schmetterling z plánovaných 600 pouze k ochraně západní hranice před nálety. Realizace se tento program nedočkal. Výrobní podniky byly zničeny a výrobu se do Nordhausenu přemístit nepodařilo.

## Technické parametry
- Pohon:
  - 2 pomocné startovací raketové motory na tuhé palivo Schmidding 109-533
  - Hlavní raketový motor na kapalné palivo BMW 109-558
- Délka: 4,2 m
- Průměr: 350 mm
- Rozpětí křídel: 2 m
- Rychlost: kolem 183 m/s, při startu s pomocnými motory až 304 m/s
- Dolet: 32 km
- Dostup: 10,7 km